# Carl Beddermann
Carl Beddermann (* 1942; † 2020) war ein deutscher Jurist, Politiker und Berater des polnischen Vizepremierministers.

## Leben
Der aus dem niedersächsischen Schwarmstedt stammende Beddermann war im Mai 1977 als 35-jähriger Oberregierungsrat Gründer der „Umweltschutzpartei Niedersachsen“ (USP), die aus einer kleinen „Bürgerinitiative Schwarmstedt“ hervorging. Im November 1977 vereinigte er in Lindwedel die USP mit der „Grünen Liste Umweltschutz“ (GLU), die sich kurz zuvor von der USP abgespalten hatte. Mit Beddermann als Vorsitzendem trat sie im Jahr 1978 unter dem inzwischen geschützten Namen bei der niedersächsischen Landtagswahl an, nachdem sich nach dem Wahlerfolg grüner Parteien in Frankreich 1977 nun in vielen Bundesländern ebenfalls grüne Listen gebildet hatten. Wenige Monate nach der Wahl trat Beddermann „wegen nicht erfolgter Distanzierung zu bunten und alternativen Listen“ aus der Partei aus. Die GLU schloss sich 1979 mit anderen Umweltparteien und -gruppen vor der Europawahl zusammen, woraus dann die westdeutsche Partei „Die Grünen“ entstand.
In den 1980er-Jahren leitete er ein Referat im Niedersächsischen Umweltschutzministerium.
Im Jahre 1986 war er Landesvorsitzender der „Weißen“, die als unabhängige Liste bei der Landtagswahl am 15. Juli 1986 in Niedersachsen kandidierten.
Im Jahr 2002 entsandte ihn das niedersächsische Umweltministerium als Berater nach Polen, wo er Beamten beriet, wie sie die EU-Standards in Bezug auf den Umweltschutz einführen sollen. Er hat zum Thema Europäische Union zahlreiche Artikel in polnischen Blättern verfasst.